# Ca l'Anglès (Vallclara)
Ca l'Anglès és una obra de Vallclara (Conca de Barberà) inclosa a l'Inventari del Patrimoni Arquitectònic de Catalunya.

## Descripció
Construcció cantonera de planta baixa i dos pisos, realitzada amb pedra i morter, i carreus a les obertures. No hi ha ornamentació a la façana principal.
La particularitat de l'edifici es troba en les grans portades adovellades en arc de mig punt. Les finestres del primer pis i també els balcons presenten grans carreus a mode de marc. Al segon pis hi ha finestres més petites amb arcs de mig punt fets en maó.
La coberta és de teula a dues vessants, sobresortint en la façana a mode de cornisa.
Al sostre es pot veure una creu que podria assenyalar una anterior dependència eclesiàstica.